# كمال سلمان مسعود
كمال سلمان مسعود (بالإنجليزية: Kamal Salman Masud) هو منافس ألعاب قوى باكستاني، ولد في 1979.

## وصلات خارجية
- كمال سلمان مسعود على موقع الاتحاد الدولي للسباحة (الإنجليزية)
- كمال سلمان مسعود على موقع SwimRankings.net (الإنجليزية)
- كمال سلمان مسعود على موقع اللجنة الأولمبية الدولية (الإنجليزية)
- كمال سلمان مسعود على موقع أوليمبيديا (الإنجليزية)